# Gustavo Venturi
Gustavo Venturi fue un botánico, micólogo y briólogo amateur italiano (4 de febrero de 1830, Rovereto - 5 de junio de 1898, Trento).

## Biografía
Luego de obtener su diploma de Procuración del Derecho, se instala en Trento donde trabaja de abogado. Como aficionado, se interesa principalmente en musgos y líquenes. Resultó ser uno de los mejores briólogos de su época. Establece relaciones con la mayoría de los botánicos, intercambiando especímenes con Giuseppe De Notaris (1805-1877), Karl G. Limpricht (1834-1902), Caro B. Massalongo (1852-1928) y Carl F.E. Warnstorf (1837-1921).
De 1871 a 1899, Venturi publica veinte artículos sobre la taxonomía del género Orthotrichum, y contribuye con las publicaciones de Viktor F. Brotherus (1849-1929), Adalbert Geheeb (1842-1909), Antonio M. Bottini (1850-1931) y Julius Roell (1846-1928). Su tratado de Briología, Muscinee del Trentinoa, se publica post mortem en 1899. Sus colecciones se conservan en el Museo Tridentino di Scienze Naturali.